# Acacia harpophylla
Acacia harpophylla är en ärtväxtart som beskrevs av George Bentham. Acacia harpophylla ingår i släktet akacior, och familjen ärtväxter. Inga underarter finns listade i Catalogue of Life.

## Bildgalleri

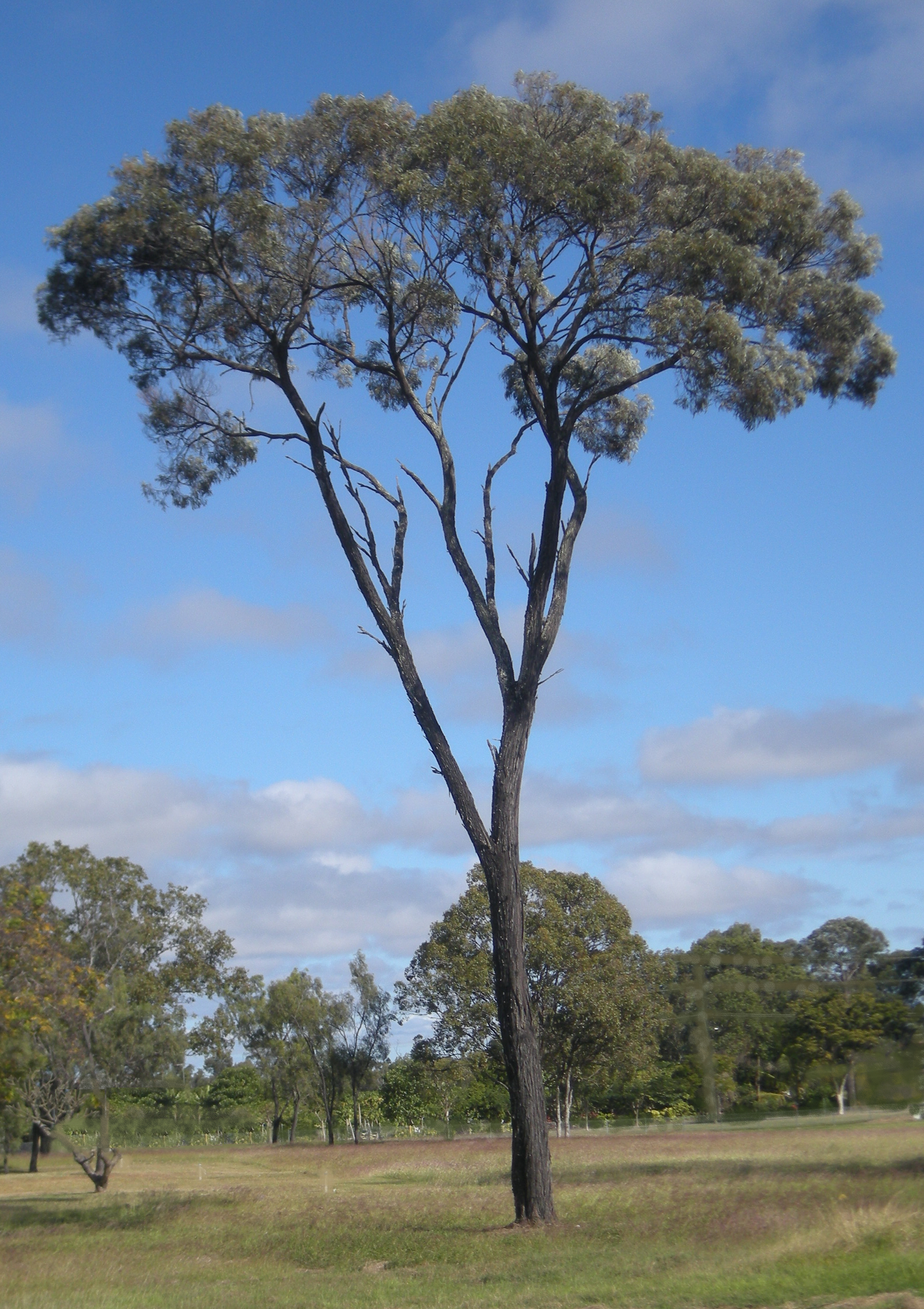
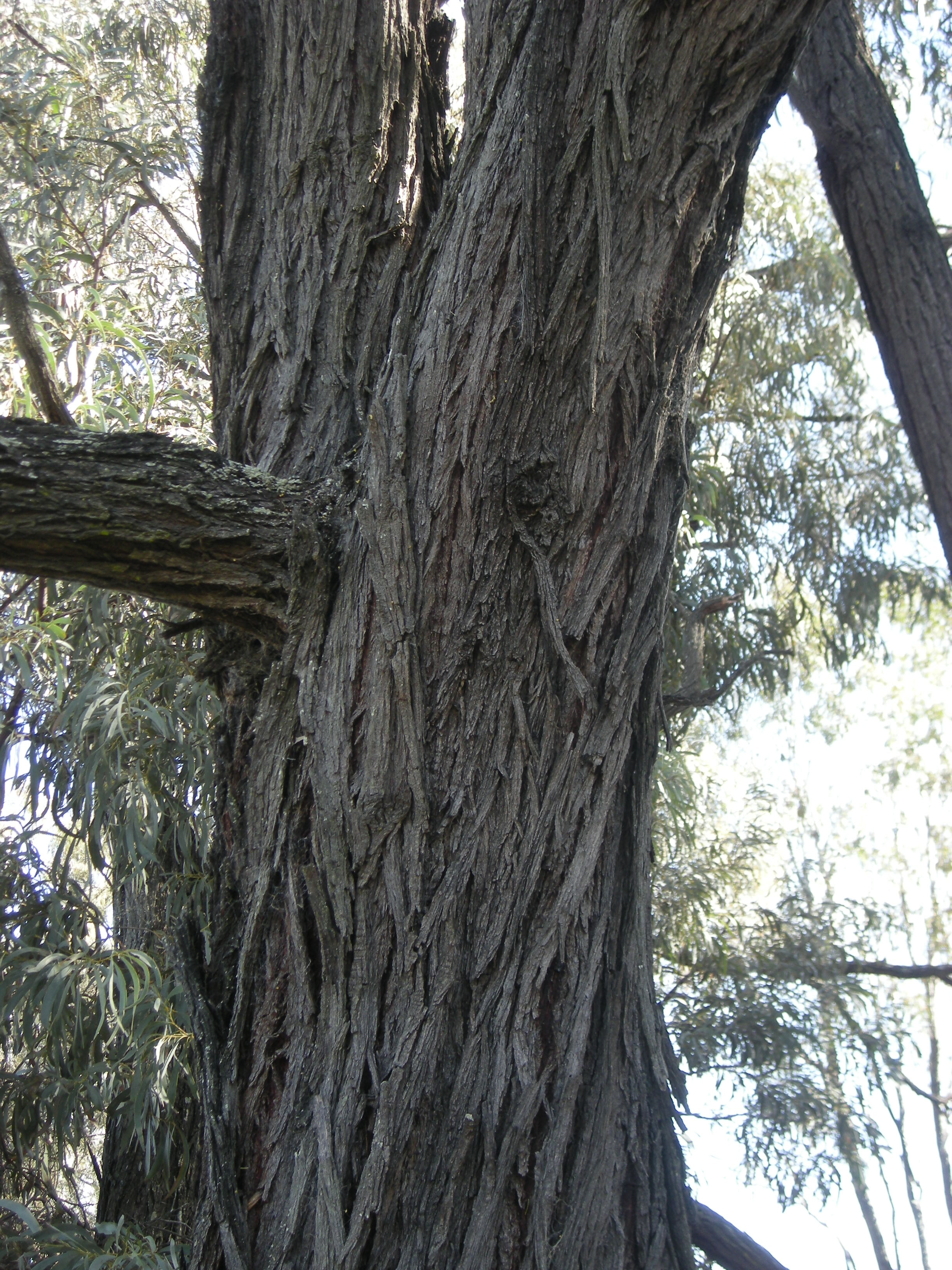
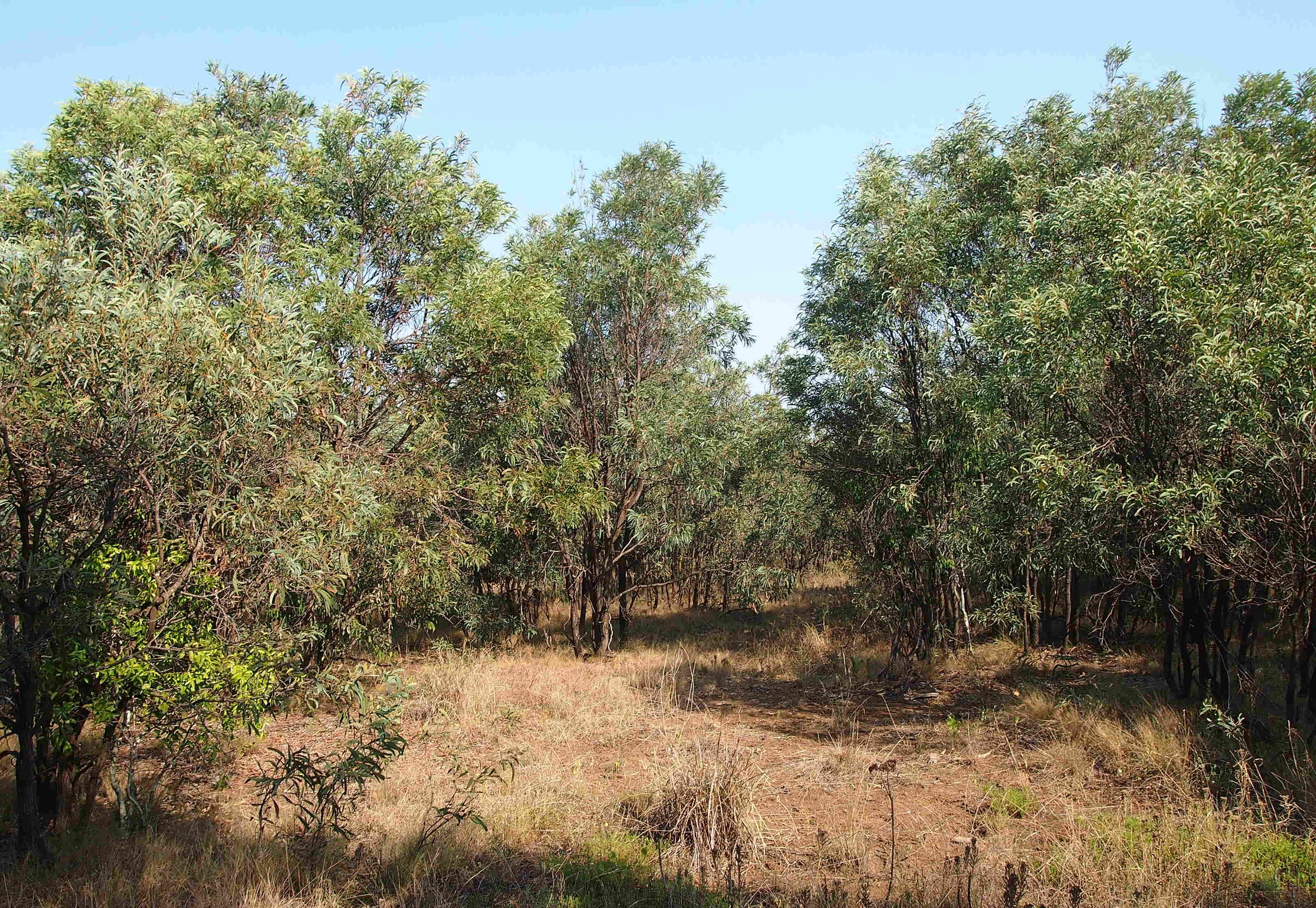
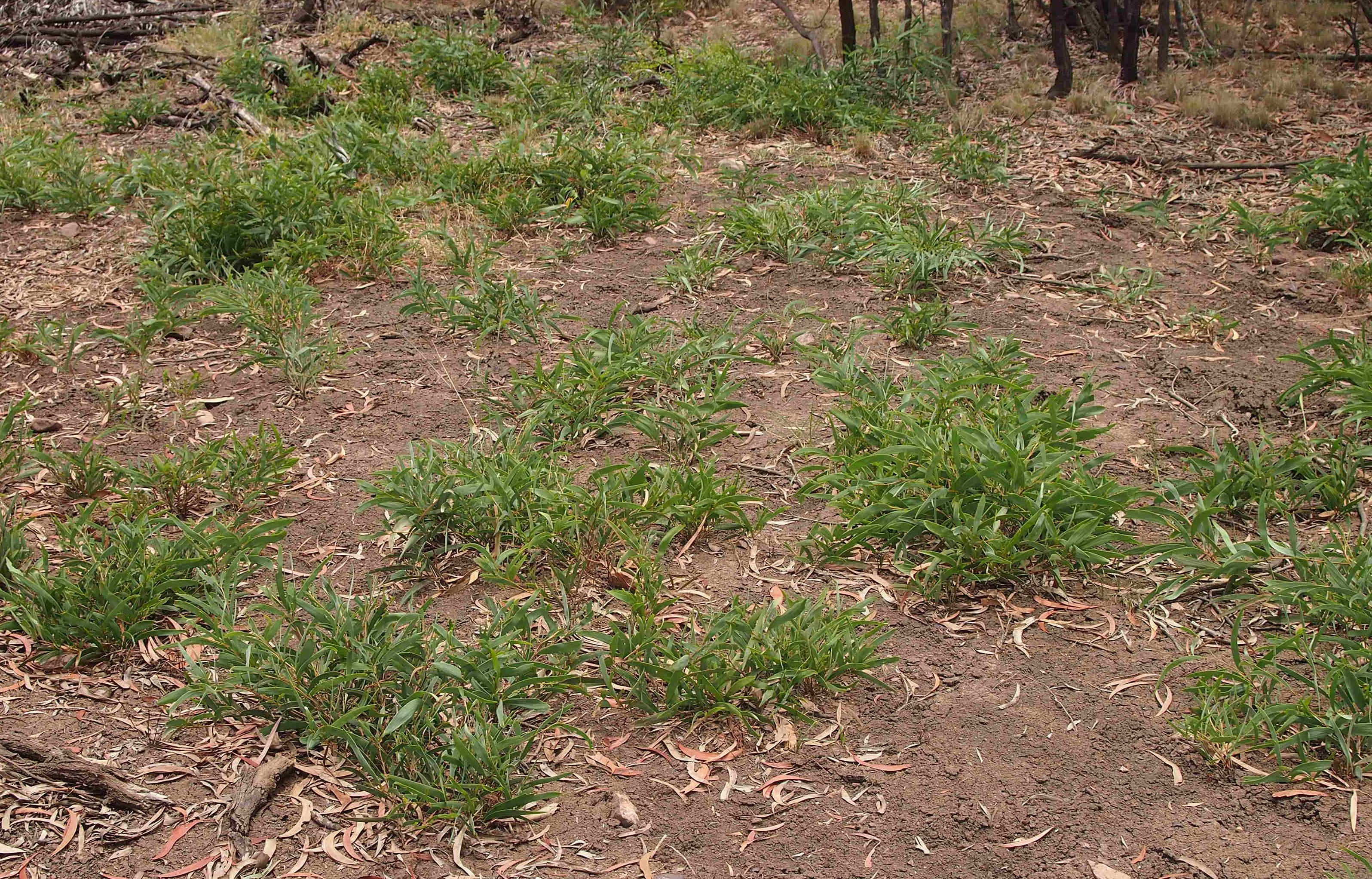
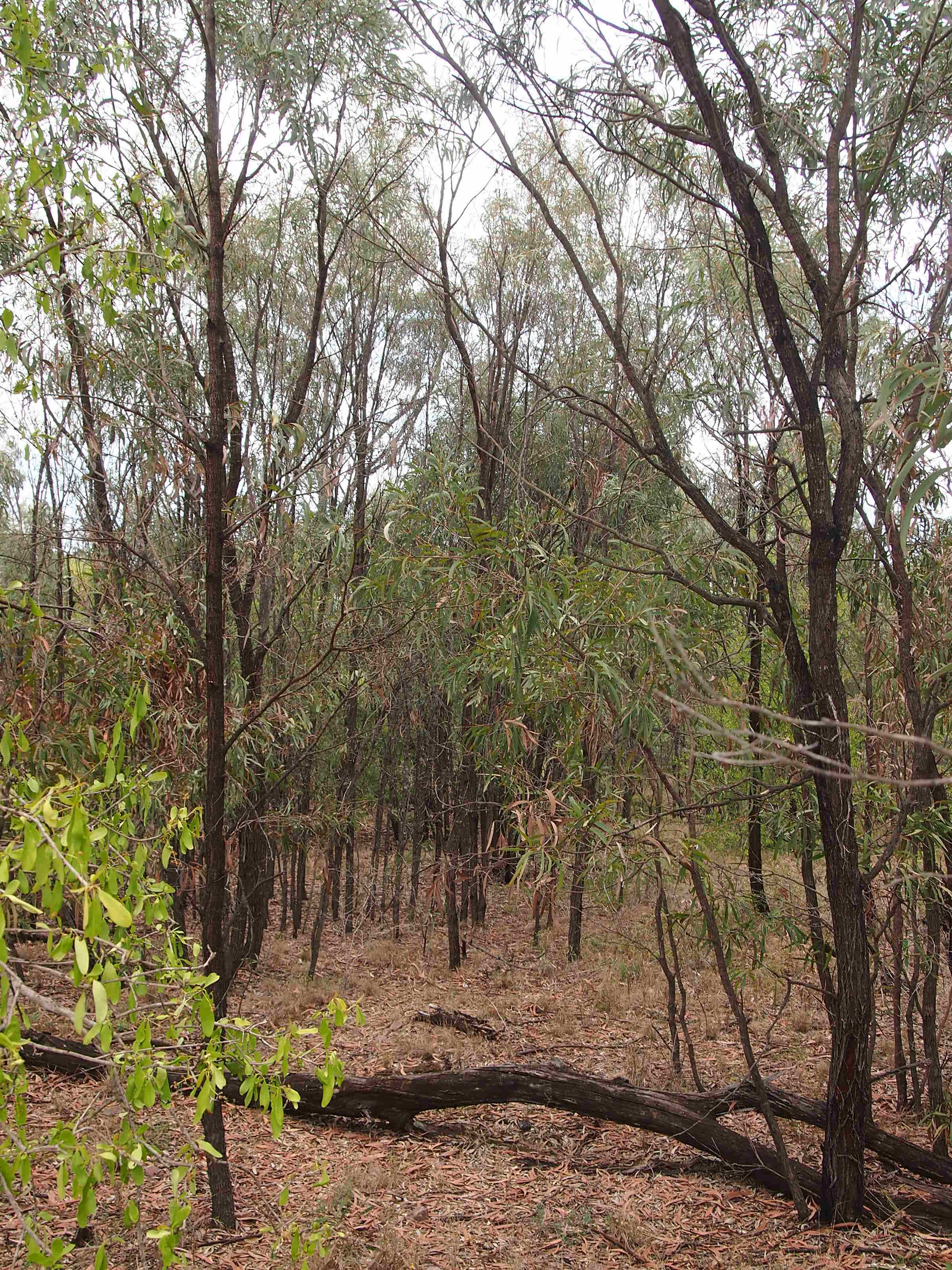